# اسامه ابراهیم
اسامه ابراهیم (عربی: أسامة إبراهيم؛ زادهٔ ۱ آوریل ۱۹۹۳) ورزشکار فوتبال است.
وی همچنین در تیم‌های ملی فوتبال زیر ۲۰ سال و زیر ۲۳ سال مصر بازی کرده‌است.